# Тайна мисс Бринкс
«Тайна мисс Бринкс» (пол. Tajemnica panny Brinx) — польский чёрно-белый художественный фильм, детектив 1936 года.

## Сюжет
Две женщины отправляются в горы. Одна из них падает в пропасть. Возможное, кто-то специально перерезал её канат? Следствие очень сложное. А возможно пропавшая женщина жива?

## В ролях
- Альма Кар — Ванда Тарская
- Лена Желиховская — Кэти Бринкс
- Александр Жабчинский — Хенрик Малевич
- Зыгмунт Хмелевский — банкир Вильчинский
- Хелена Гроссувна — Кристина, дочь Вильчинского
- Казимеж Юноша-Стемповский — Кароль Ульберт
- Феликс Жуковский — секретарь Ульберта
- Ян Курнакович — детектив Келих
- Михал Знич — детектив Белецкий
- Дора Калинувна — детектив Мэри Курек
- Роман Дерень — работник гостиницы
- Тадеуш Фиевский — стюард в поезде
- Михал Халич — комиссар полиции
- Стефан Гуцкий (Стефан Гуляницкий) — мистер Стоп